# Scherenberg (Adelsgeschlecht)

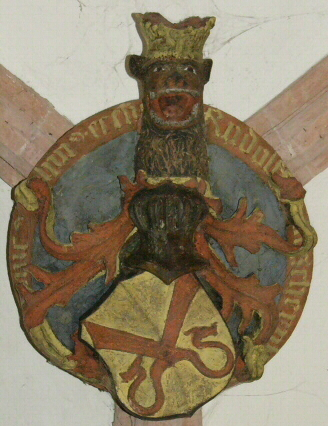
Wappen der Familie

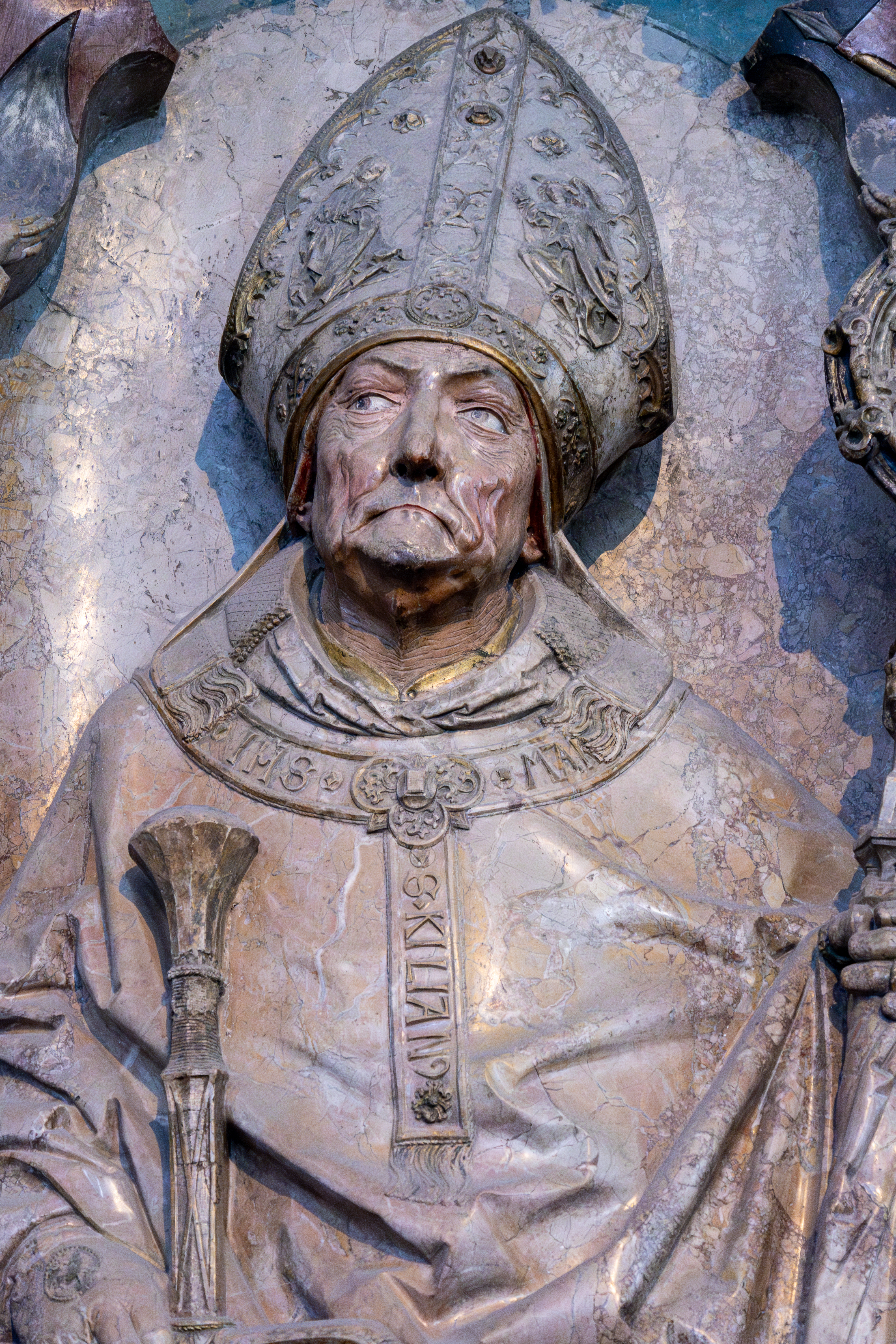
Epitaphaltar des Rudolf II. von Scherenberg im Würzburger Dom gefertigt von Tilman Riemenschneider

Scherenberg ist der Name eines zwischen 1212 und 1495 auftretenden fränkischen Adelsgeschlechts.
Eine Verwandtschaft mit dem thüringischen Adelsgeschlecht Schernberg, das ebenfalls das Einscherenwappen führte, ist nicht belegt.

## Geschichte
Die Familie von Scherenberg war ein Ministerialengeschlecht im Hochstift Würzburg mit Gütern im Steigerwald (siehe auch Liste fränkischer Rittergeschlechter). Stammsitz war die Scherenburg (49° 57′ N, 10° 28′ O) zwischen dem Gangolfsberg und dem Zabelstein am nördlichen Steigerwald. Erstmals erwähnt wird die Familie mit Hartmut von Scherenberg 1212. 
Mit den Herren von Zabelstein – die Ruine Zabelstein ist etwa zwei Kilometer von der einstigen Stammburg Burg Scherenberg entfernt – waren sie blutsverwandt und trugen ebenso wie diese die Schere im Wappen. Die Familie trennte sich in die Linien der Scherenberger, Zabelsteiner und Donnersdorfer auf. Geborene von Scherenberg waren auch die Mütter der Würzburger Bischöfe Wolfram Wolfskeel von Grumbach und Otto II. von Wolfskeel. Mit dem Fürstbischof von Würzburg Rudolf II. von Scherenberg (* ca. 1401; † 29. April 1495 auf der Festung Marienberg) stirbt die Familie im Mannesstamm aus.

## Wappen
Das Wappen der Scherenberg zeigt in Gold eine geöffnete rote Schere. Auf dem Helm mit rot-goldenen Decken ein gekrönter silberner Löwenkopf mit Hals.

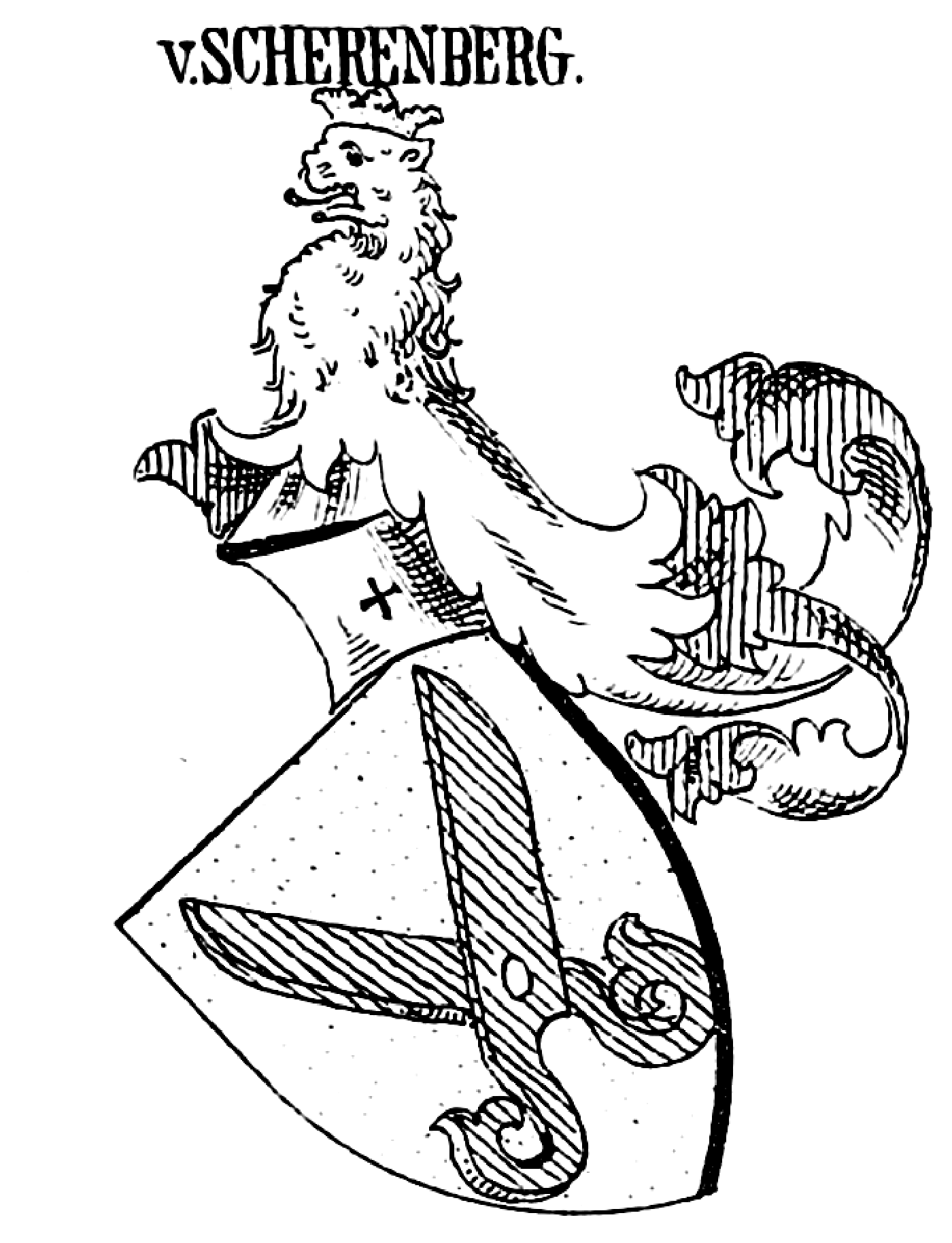
Stammwappen in Siebmachers Wappenbuch 1884
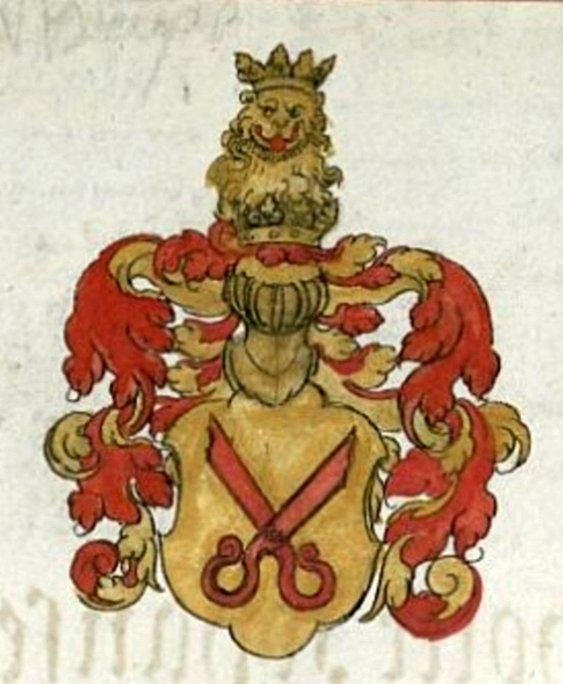
Wappen des Rudolf II. von Scherenburg, 1466–1495 Bischof von Würzburg
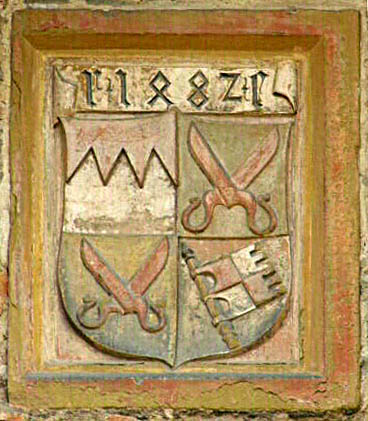
Gemehrtes fürstbischöfliches Wappen
Das Wappen der Gemeinde Frankenwinheim erinnert noch heute an das Geschlecht